# Рамне (Охрид)
Рамне (мкд. Рамне) су насеље у Северној Македонији, у југозападном делу државе. Рамне припадају општини Охрид.

## Географија
Насеље Велестово је смештено у југозападном делу Северне Македоније. Од најближег града, Охрида, насеље је удаљено 3 km источно.
Рамне се налазе у историјској области Охридски крај, која се обухвата источну и североисточну обалу Охридског језера. Насеље је смештено високо, на западним падинама планине Галичице, а изнад Охридског језера и града Охрида. Због тога се из насеља пружа несвакидашњи поглед на језеро, град и окружење. Надморска висина насеља је приближно 970 метара.
Клима у насељу је планинска због знатне надморске висине.

## Историја

#### Покољ 400 српских ђака и студeната у Првом светском рату
У селу Рамне подигнут је и споменик 400 српским студентима и ђацима, који су били поклани поред охридског језера за време Првог светског рата од стране бугарске војске. Споменик је био дело архитекте Момира Коруновића. Споменик су Бугари срушили за време Другог светског рата.

## Становништво
Рамне су према последњем попису из 2002. године имале 632 становника. 
Већину становништва чине етнички Македонци (94%).
Већинска вероисповест је православље.